# جو لايدلو
جو لايدلو (بالإنجليزية: Joe Laidlaw)‏ هو لاعب كرة قدم بريطاني في مركز الوسط، ولد في 12 يوليو 1950 في ويكهام ‏ في المملكة المتحدة. لعب مع نادي بورتسموث ونادي دونكاستر روفرز ونادي كارلايل يونايتد ونادي مانسفيلد تاون ونادي ميدلزبره ونادي هيرفورد.